# Chahaignes
Chahaignes és un municipi francès situat al departament del Sarthe i a la regió de País del Loira. L'any 2007 tenia 793 habitants.

## Demografia

### Població
El 2007 la població de fet de Chahaignes era de 793 persones. Hi havia 343 famílies de les quals 100 eren unipersonals (44 homes vivint sols i 56 dones vivint soles), 147 parelles sense fills, 84 parelles amb fills i 12 famílies monoparentals amb fills.
La població ha evolucionat segons el següent gràfic:
Habitants censats

### Habitatges
El 2007 hi havia 508 habitatges, 346 eren l'habitatge principal de la família, 135 eren segones residències i 27 estaven desocupats. 498 eren cases i 5 eren apartaments. Dels 346 habitatges principals, 293 estaven ocupats pels seus propietaris, 48 estaven llogats i ocupats pels llogaters i 5 estaven cedits a títol gratuït; 1 tenia una cambra, 45 en tenien dues, 104 en tenien tres, 88 en tenien quatre i 109 en tenien cinc o més. 156 habitatges disposaven pel capbaix d'una plaça de pàrquing. A 161 habitatges hi havia un automòbil i a 135 n'hi havia dos o més.

### Piràmide de població
La piràmide de població per edats i sexe el 2009 era:
| Homes | Edats   | Dones |
| ----- | ------- | ----- |
| 0     | 95 o +  | 12    |
| 8     | 90 a 94 | 20    |
| 0     | 85 a 89 | 12    |
| 0     | 80 a 84 | 8     |
| 16    | 75 a 79 | 12    |
| 40    | 70 a 74 | 28    |
| 48    | 65 a 69 | 44    |
| 20    | 60 a 64 | 28    |
| 32    | 55 a 59 | 28    |
| 4     | 50 a 54 | 24    |
| 24    | 45 a 49 | 12    |
| 32    | 40 a 44 | 16    |
| 44    | 35 a 39 | 32    |
| 16    | 30 a 34 | 24    |
| 12    | 25 a 29 | 8     |
| 16    | 20 a 24 | 12    |
| 16    | 15 a 19 | 16    |
| 20    | 10 a 14 | 16    |
| 16    | 5 a 9   | 20    |
| 8     | 0 a 4   | 36    |

## Economia
El 2007 la població en edat de treballar era de 439 persones, 282 eren actives i 157 eren inactives. De les 282 persones actives 263 estaven ocupades (156 homes i 107 dones) i 20 estaven aturades (7 homes i 13 dones). De les 157 persones inactives 77 estaven jubilades, 31 estaven estudiant i 49 estaven classificades com a «altres inactius».

### Ingressos
El 2009 a Chahaignes hi havia 341 unitats fiscals que integraven 759 persones, la mediana anual d'ingressos fiscals per persona era de 16.910 €.

### Activitats econòmiques
Dels 16 establiments que hi havia el 2007, 1 era d'una empresa alimentària, 5 d'empreses de construcció, 3 d'empreses de comerç i reparació d'automòbils, 1 d'una empresa d'hostatgeria i restauració, 1 d'una empresa d'informació i comunicació, 4 d'empreses de serveis i 1 d'una empresa classificada com a «altres activitats de serveis».
Dels 5 establiments de servei als particulars que hi havia el 2009, 1 era un paleta, 1 guixaire pintor, 1 fusteria, 1 perruqueria i 1 restaurant.
Dels 3 establiments comercials que hi havia el 2009, 1 era una botiga de menys de 120 m², 1 una fleca i 1 una carnisseria.
L'any 2000 a Chahaignes hi havia 39 explotacions agrícoles que ocupaven un total de 1.224 hectàrees.

## Equipaments sanitaris i escolars
El 2009 hi havia una escola elemental.

## Poblacions més properes
El següent diagrama mostra les poblacions més properes.